# Center City
Center City è un comune degli Stati Uniti d'America, situato nello Stato del Minnesota, nella Contea di Chisago, della quale è il capoluogo.